# Vecteur viral
Les vecteurs viraux sont des outils couramment utilisés en biologie moléculaire pour délivrer un gène d’intérêt — ou par extension, une construction génétique d’intérêt — à l'intérieur de cellules. Ce procédé peut être utilisé sur un organisme vivant (in vivo) ou sur des cellules maintenues en culture (in vitro). L'évolution a permis aux virus de développer des mécanismes spécifiques et particulièrement efficaces pour incorporer leur génome à l'intérieur des cellules qu'ils infectent. Ce mécanisme d'incorporation de matériel génétique (ADN ou ARN) s'appelle la transduction. Les biologistes moléculaires exploitent ce mécanisme depuis les années 1970, depuis que Paul Berg réussit à modifier le virus SV40 avec de l'ADN du bactériophage lambda pour transduire des cellules rénales de singe maintenues en culture.

## Caractéristiques générales
Chaque vecteur viral est conçu et construit avec précision pour correspondre à l'utilisation spécifique voulue. En tant que vecteur, ces virus doivent cependant répondre à des caractéristiques essentielles pour leur manipulation :
- sécurité : certains vecteurs viraux sont créés à partir de virus pathogéniques, ils sont donc modifiés pour être manipulés avec un risque sanitaire minimal. Cela revient le plus souvent à supprimer la partie du génome du virus responsable de la réplication. Ainsi, l'infection des cellules est toujours efficace mais le virus est incapable de provoquer la production de nouveaux virions. L'apport des protéines manquantes nécessaires pour permettre la production du virus se fait alors via un virus auxiliaire) ;
- faible toxicité : le vecteur viral doit avoir un effet minimal sur la physiologie de la cellule qu'il infecte ;
- stabilité : certains virus sont génétiquement instables et peuvent rapidement réarranger leur génome au cours du temps. Un vecteur viral instable ne peut être utilisé de façon prévisible et reproductible comme vecteur. Cette propriété doit donc être évitée lors de sa conception ;
- spécificité : les vecteurs viraux sont généralement conçus pour infecter la plus grande diversité possible de type cellulaire. Cependant, l'inverse est parfois préférable. Les protéines de l'enveloppe peuvent être alors modifiées pour cibler spécifiquement un seul type de cellule. Le vecteur viral modifié ainsi est dit pseudotypé ;
- identification : l'infection virale et la transduction n'étant jamais efficace à 100%, les vecteurs viraux sont souvent conçus avec un gène permettant de distinguer — de marquer — les cellules qui ont incorporé la construction génétique d’intérêt. Ce marqueur est le plus souvent un gène de résistance à un antibiotique donné. Il suffit alors de cultiver les cellules infectées en présence de cet antibiotique pour sélectionner spécifiquement celles qui ont acquis la résistance appropriée (les cellules non-infectées sont éliminées) et donc sélectionner celles qui ont incorporé la construction génétique d'intérêt.

## Applications

### Recherche fondamentale
Les vecteurs viraux ont à l'origine été développés comme une alternative à la transfection d'ADN nu pour les expériences de génétique moléculaire. Comparée à des méthodes traditionnelles, comme la précipitation par phosphate de calcium[précision nécessaire], la transduction permet une efficacité d'infection proche des 100 %, sans affecter la viabilité des cellules. De plus, certains virus intègrent leurs gènes dans le génome de la cellule infectée, permettant une plus grande stabilité d'expression.
Un vecteur viral peut être utilisé pour exprimer un gène codant une protéine d’intérêt donnée, ce qui permet d'étudier facilement le rôle de cette protéine dans la cellule. Les vecteurs viraux, notamment les rétrovirus, qui permettent une expression stable de gènes marqueurs, telle la protéine fluorescente GFP, sont très largement utilisés pour marquer de façon permanente des cellules. Ce marquage permet de suivre les cellules dans le temps et de marquer également leur descendance. Par exemple, lors d'une xénogreffe, les cellules, infectées in vitro, sont implantées dans un animal hôte et ainsi seules les cellules transplantées expriment la GFP, ce qui permet d'étudier leur devenir après transplantation.

### Thérapie génique
La thérapie génique vise à corriger des gènes défectueux à l'origine de pathologies. Dans le futur, la thérapie génique pourrait permettre de soigner des maladies génétiques, telles que la mucoviscidose, l'alymphocytose ou l'hémophilie. Ces maladies sont toutes causées par une mutation dans la séquence ADN d'un gène spécifique. La thérapie génique essaye donc d'utiliser des vecteurs viraux pour délivrer des copies non-mutées (fonctionnelles) de ce gène à l'intérieur du corps du patient. De nombreux essais cliniques se sont avérés fructueux[réf. nécessaire]. 
Cependant, l'utilisation à grande échelle de ces vecteurs requiert de contrecarrer certaines difficultés. La réponse immunitaire face à la présence du vecteur viral est un frein à l'efficacité de la thérapie, mais peut aussi entrainer de sévères complications pour le patient. C'est ce qui est arrivé lors d'un des tout premiers essais de thérapie génique en 1999, causant la mort de Jesse Gelsinger, patient traité avec un vecteur adénoviral. D'autre part, certains vecteurs, lentiviraux notamment, insèrent leur construction de façon quasi-aléatoire dans le génome du patient, ce qui peut conduire à des altérations imprévisibles de fonctions cellulaires et à l'apparition de cancers. Lors d'un essai clinique avec un vecteur rétroviral conduit en 2002 sur des patients atteints d'alymphocytose, quatre des sujets ont ainsi développé une leucémie en réponse au traitement ; trois d'entre eux ont pu récupérer après chimiothérapie. Les vecteurs basés sur des virus adéno-associés sont beaucoup moins dangereux sur cet aspect puisqu'ils ne s'intègrent pas dans le génome (voir ci-dessous).

### Vaccins
Des virus exprimant des protéines d'un pathogène donné sont actuellement développés pour vacciner contre ces dits pathogènes, le principe étant similaire à la vaccination à ADN. Les lymphocytes T reconnaissent les cellules infectées par un pathogène intracellulaire en détectant les protéines étrangères produites par cette cellule sous l'influence du pathogène. Cette reconnaissance est cruciale pour la protection immunitaire contre des infections virales ou des maladies comme la malaria. Un vecteur viral va reproduire ce phénomène en induisant l'expression de protéines pathogènes par les cellules hôtes. Le principe est similaire au vaccin contre la polio et aux autres vaccins atténués. Cependant, les vecteur viraux ne contiennent qu'une partie ciblée des gènes pathogènes originaux et ne peuvent donc en aucun cas déclencher une infection par le pathogène que l'on cherche à vacciner. 
Cette technique est utilisée par le vaccin ERVEBO contre Ebola, ainsi que par les vaccins AstraZeneca Oxford AZD1222, Sputnik V/Gam-COVID-Vac (Institut Gamaleya), JNJ-78436735/Ad26.COV2.S (Johnson & Johnson Janssen) contre la Covid-19.

## Types de vecteurs viraux

### Adénovirus
Contrairement aux lentivirus, l'ADN adénoviral ne s'intègre pas au génome et n'est pas répliqué lors de la division cellulaire. Cela limite leur utilisation en recherche fondamentale, bien que les vecteurs adénoviraux soient encore utilisés in vitro et in vivo. Leurs applications principales sont la thérapie génique et la vaccination. Comme les humains entrent communément en contact avec des adénovirus causant des infections respiratoires, gastro-intestinales ou oculaires, la plupart des patients ont déjà des anticorps neutralisants qui désactivent les virus avant qu'ils n'aient pu atteindre la cellule cible. Pour résoudre le problème, des scientifiques essayent d'utiliser des adénovirus infectant d'autres espèces pour lesquels les humains n'ont pas d'immunité. C'est notamment le cas du AZD1222 contre le Covid-19 qui utilise un vecteur dérivé d'un adénovirus simien.